# Big Fernand
 (janvier 2017).
Big Fernand est une enseigne de restauration rapide haut de gamme fondée en 2011 par Steve Burggraf, Alexandre Auriac et Guillaume Pagliano. 
Grâce à une extension rapide, l'enseigne s'est exportée à l'international, notamment à Hong Kong, puis à Londres au courant 2015, soit 4 ans après sa création. 
Big Fernand appartient désormais au Big Groupe, une filiale du fonds d'investissement britannique Blue Gem Capital.

## Conception
L'entreprise élabore et commercialise des burgers haut-de-gamme,.

## Historique
La société fut fondée en septembre 2011 par Steve Burggraf, Alexandre Auriac, Pierre Pages et Guillaume Pagliano. 
En janvier 2012, l'ouverture du tout premier restaurant prend place au 55 rue du Faubourg-Poissonnière à Paris, avec un service uniquement le midi.  
À partir de mars 2012, le restaurant ouvre également le service du soir. 
En novembre 2012, l'enseigne publie un coffret de cuisine aux éditions Marabout : « L’atelier du Burger par Big Fernand ».
En décembre 2012, la forme sociale de la société change pour devenir la société par actions simplifiée BIG GROUPE, et la société investit à hauteur de 50 % dans la boulangerie qui lui fournit ses pains.[réf. souhaitée]
En 2014, une seconde franchise ouvre à Lille en mai. En juin, un restaurant en propre ouvre ses portes à Neuilly-sur-Seine. En septembre, ouverture d’une franchise à Boulogne-Billancourt ; en octobre, ouverture d’une franchise à Issy-les-Moulineaux ; en novembre 2014, une franchise ouvre ses portes à Nantes.
En 2015, l'entreprise ouvre un restaurant en propre en janvier dans le 1er arrondissement de Paris. En février Big Fernand s'exporte à Hong Kong. En mars de la même année, elle ouvre un restaurant en propre à Londres ; en mai à Nice ; en mai à La Défense ; en juin, à Versailles ; en juillet à Rennes ; en novembre aux Galeries Lafayette Haussmann de Paris ; et en décembre au Val d'Europe.
En juillet 2016, la marque ouvre un restaurant à Nîmes. Un restaurant temporaire ouvre dans la station de Tignes, pour la saison de sports d'hiver de décembre 2016
En 2017, l’entreprise lève des fonds auprès de l’anglais BlueGem, qui détient à la suite de l’opération 80 % du capital ; deux restaurants ouvrent à Orléans et Clermont-Ferrand.
En 2018, de nouvelles enseignes ouvrent à Strasbourg, Toulon, Bordeaux, Ducos, Nanterre, Rueil-Malmaison et Suresnes (fermé depuis). Ils ouvrent également de seconds restaurants à Nantes, Lille et Marseille.
En 2023, Éric de saint Louvent devient PDG en remplacement de Maurizio Biondi.

## Implantations
| Pays                    | Nombre de restaurants |
| ----------------------- | --------------------- |
| France métropolitaine   | 48                    |
| Guadeloupe              | 1                     |
| Martinique              | 1                     |
| La Réunion              | 1                     |
| Luxembourg              | 1                     |
| Anciennes implantations |                       |
| Chine                   | 2 (fermés)            |
| Royaume-Uni             | 1                     |